# Замия
Замия (лат. Zamia) — род голосеменных растений семейства Замиевые (лат. Zamiaceae), где является типовым. Род включает около 58 видов, распространенных в тропических и субтропических районах Южной, Центральной и Северной Америки.

## Морфология
Небольшие растения с массивным бочковидным стволом и перистыми листьями. Характерной чертой рода является очерёдное расположение листьев.
Размеры ствола колеблются от 2—3 сантиметров у Замия карликовая (Zamia pygmaea) до нескольких метров у Замия паразитная (Zamia poeppigiana) и Замия ложнопаразитная (Zamia pseudo-parasitica).

## Хозяйственное значение
- Растения этого рода использовались американскими индейцами для изготовления одежды.
- Растения этого рода обладают токсическими свойствами.

## Виды
По информации базы данных The Plant List (на июль 2016) род включает 65 видов: